# William Bayle Bernard
Pour les articles homonymes, voir Bernard (patronyme).
William Bayle Bernard, né le 27 novembre 1807 et mort le 5 août 1875,, est un dramaturge et critique théâtral britannique né à Boston, Massachusetts, fils de l'acteur comique anglais John Bernard. Sa famille revient en Grande-Bretagne en 1820 et il commence à travailler comme clerc dans un bureau des comptes de l'armée. 
Parmi ses pièces on compte Casco Bay (1832), The Kentuckian (1833), The Nervous Man (1833), The Mummy (1833), Marie Ducange (1837), The Round of Wrong (1846), The Doge of Venice (1867), The Passing Cloud (1850) et A Storm in a Teacup (1854) ainsi que des adaptations de Rip Van Winkle de Washington Irving (1834) et  No Name (en) (1863) de Wilkie Collins,. Il écrit également un roman historique en cinq volumes, The Freebooter's Bride (1829)
Sa pièce The Mummy, est un succès lors de sa création au Theatre Royal, Adelphi.